# Emissionsfaktor
Ein Emissionsfaktor ist eine Größe, die angibt, wie viel eines Stoffs oder Stoffgemischs bezogen auf geeignete Bezugsgrößen emittiert wird. Häufig gibt er das Verhältnis aus der Masse eines freigesetzten (emittierten) Stoffes zu der eingesetzten Masse eines Ausgangsstoffes an. Statt Emissionsfaktor wird häufig auch der Begriff spezifische Quellstärke synonym verwendet.

## Verwendung
Der Emissionsfaktor ist stoff- und prozessspezifisch, d. h., er ist abhängig von
- der Bezugsgröße (z. B. die Menge des eingesetzten Stoffs oder die Oberfläche einer Halde),
- dem Prozess (z. B. Verbrennung oder Schüttgutumschlag),
- dem betrachteten (emittierten) Stoff.

Die Einheit des Emissionsfaktors ist abhängig von der Bezugsgröße.
Emissionsfaktoren lassen sich in zwei Arten unterteilen. Zum einen in Ansätze, die einen globalen Mittelwert für alle gleichartigen Anlagen darstellen, zum anderen in einzelfallbezogene Ansätze, die sich auf die individuellen Gegebenheiten beziehen. Erstere sind bei der Erstellung von Emissionskatastern hilfreich. Letztere werden unter anderem im Genehmigungsverfahren verwendet. Emissionsfaktoren werden auch zur Ermittlung diffuser Emissionen herangezogen.
Multipliziert man die Bezugsgröße mit dem für den freigesetzten Stoff und dem Prozess spezifischen Emissionsfaktor, so kann die emittierte Menge ermittelt werden.
Beispiel: Der Emissionsfaktor für die Freisetzung von Staub beim Umschlag von Kies sei 15 g/t. Werden 2 Tonnen Kies umgeschlagen (z. B. auf einen LKW verladen), werden 
2 t × 15 g/t = 30 g Staub freigesetzt.
Emissionsfaktoren werden stoff- und prozessspezifisch ermittelt und tabelliert. Bei Brennstoffen (z. B. Erdgas) kann der Emissionsfaktor auch auf den Energieinhalt (Heizwert oder Brennwert) bezogen sein.
Wird ein längerer Prozess betrachtet, so muss auch die zeitliche Komponente einbezogen werden. Die Emissionen von Flammschutzmitteln aus Fernsehgeräten während der Gebrauchsphase werden beispielsweise in Massenanteilen pro Jahr angegeben.
Emissionsfaktoren für Kraftfahrzeuge werden jährlich fortgeschrieben, da das Emissionsverhalten von Kraftfahrzeugen sich kontinuierlich ändert und ein zunehmendes Verkehrsaufkommen eine Änderung des Fahr- und Betriebverhaltens bedingt.
Bei der Betrachtung von Tierhaltungsanlagen (insbesondere bei der Intensivtierhaltung) werden häufig „Konventionswerte für Emissionsfaktoren“ verwendet, da die aus diesen Anlagen stammenden Emissionen eine große Variabilität aufweisen und kein standardisiertes Messverfahren vorliegt.

## Warenbezogene Emissionsfaktoren
Ein warenbezogener Emissionsfaktor wird definiert als der Massenanteil an organischen und anorganischen Substanzen, die bei einem bestimmten Prozess und unter definierten Prozessbedingungen von einer bestimmten Menge Ware emittiert werden können. Bei Textilveredelungsprozessen werden zwei verschiedene Typen unterschieden:
- g org. Kohlenstoff/kg Textil
- g Substanz/kg Textil

Letzterer Emissionsfaktor wird dann verwendet, wenn eine bestimmte Substanz (beispielsweise toxisch oder umweltgefährdend) interessiert.